# Октябрьская Свобода
Октя́брьская Свобо́да — деревня в Пашском сельском поселении Волховского района Ленинградской области.

## История
Деревня Прилук упоминается на карте Санкт-Петербургской губернии Ф. Ф. Шуберта 1834 года.

ПРИЛУКИ — деревня принадлежит титулярному советнику Головину, число жителей по ревизии: 9 м. п., 5 ж. п. (1838 год)

Деревня Прилуки отмечена на карте Ф. Ф. Шуберта 1844 года.

ПРИЛУКИ — деревня статского советника Павла Мордвинова, по просёлочной дороге, число дворов — 2, число душ — 8 м. п. (1856 год)

ПРИЛУКИ — деревня владельческая при реке Кумбите, число дворов — 2, число жителей: 11 м. п., 10 ж. п. (1862 год)

Согласно карте из «Исторического атласа Санкт-Петербургской Губернии» 1863 года деревня называлась Прилук, близ неё находилась мыза Сеничевщина, а также деревня Часовенская и деревня Кумое с ветряной мельницей.
Согласно епархиальным сведениям 1899 года деревня Прилук относилась к приходу церкви Рождества Христова Пашского погоста в Надкопанье.
В конце XIX — начале XX века деревня административно относилась к Доможировской волости 3-го стана Новоладожского уезда Санкт-Петербургской губернии.
По данным «Памятной книжки Санкт-Петербургской губернии» за 1905 год село Прилук входило в состав Устькумбитского сельского общества.
По данным 1933 года деревня называлась Прилуки и входила в состав Пашского сельсовета Пашского района.

Деревня Октябрьская Слобода на карте 1940 года

Согласно карте РККА 1940 года деревня называлась Октябрьская Слобода.
По данным 1966 года деревня называлась Октябрьская Слобода и входила в состав Пашского сельсовета Волховского района.
По данным 1973 и 1990 годов деревня называлась Октябрьская Свобода и также входила в состав Пашского сельсовета Волховского района.
В 1997 году в деревне Октябрьская Свобода Пашской волости проживали 4 человека, в 2002 году — 5 человек (все русские).
В 2007 и 2010 годах в деревне Октябрьская Свобода Пашского СП — 2 человека.

## География
Деревня расположена в северо-восточной части района, к востоку от автодорог 41К-021 (Паша — Часовенское — Кайвакса) и Р21 (E 105) «Кола» (Санкт-Петербург — Петрозаводск — Мурманск).
Расстояние до административного центра поселения — 12 км.
Расстояние до ближайшей железнодорожной станции Паша — 6 км.
Деревня находится на правом берегу реки Кумбито (Кумбита).

## Демография
| 1838 | 1862 | 1997 | 2002 | 2007 | 2010 | 2012 |
| ---- | ---- | ---- | ---- | ---- | ---- | ---- |
| 14   | ↗21  | ↘4   | ↗5   | ↘2   | →2   | ↗3   |
| 2017 |      |      |      |      |      |      |
| ↗4   |      |      |      |      |      |      |

### Национальный состав
Согласно данным Всероссийской переписи населения 2021 года в деревне проживали 7 человек, из них:
 русские — 6, чуваши — 1 человек.